# Financial Times Deutschland
Le Financial Times Deutschland est un journal économique en langue allemande, basé à Hambourg et édité par Gruner + Jahr de 2000 à 2012.
Il a été créé en février 2000. La circulation du journal au troisième trimestre de 2007 était d'environ 103 000 lecteurs. 
À la suite de pertes financières occasionnées à son propriétaire, le FTD cesse de paraître le 7 décembre 2012,.